# Shining Force II
Shining Force II è un videogioco di tipo GdR tattico, sviluppato da Camelot Software Planning e pubblicato dalla SEGA per la console Sega Mega Drive nel 1993 in Giappone e in Nordamerica ed in Europa nell'anno successivo.
La trama di Shining Force II non è collegata con quella del titolo precedente; tuttavia, la versione giapponese del titolo per Sega Game Gear Shining Force Gaiden: Final Conflict suggerisce una connessione tra i due episodi.

## Trama
Slade e i suoi due scagnozzi entrano nella Caverna del passato per rubare le pietre della luce e dell'oscurità. Sfortunatamente, tali pietre rappresentavano un sigillo per tenere imprigionato il temibile Zeon, che ora potrà così avere modo di ricompattare il suo esercito e partire alla conquista del mondo. Sarà compito di Bowie, comandante delle Shining Force, contrastare le forze di Zeon.